# Denis Merville
Pour les articles homonymes, voir Merville.
Denis Merville, né le 16 mars 1947 à Saint-Laurent-de-Brèvedent (Seine-Maritime), est un homme politique français.

## Biographie
Élu député lors des XIIe (2002-2007) et Xe (1993-1997) législatures dans la 6e circonscription de la Seine-Maritime. Il fait partie du groupe UMP.
Il est nommé médiateur national de l'énergie par arrêté du 5 novembre 2007, en remplacement de Jean-Claude Lenoir. Toutefois sa désignation a été contestée par 13 associations de consommateurs. Mais celles ci ont finalement été convaincu par son action.

## Mandats

### Mandat actuel
- Depuis le 14 mars 1977 : maire de Sainneville (Seine-Maritime)

### Mandats passés
- Du 2 avril 1993 au 21 avril 1997 puis du 19 juin 2002 au 19 juin 2007 : Député de la sixième circonscription de la Seine-Maritime ;
- du 22 mars 1982 - 27 juin 2021 : Membre du conseil général puis départemental de la Seine-Maritime
- de 2007 à 2013 : Médiateur national de l'énergie (nommé par arrêté du 5 novembre 2007, JO du 13 novembre 2007).